# België op het Eurovisiesongfestival 1974
Six chansons avec Jacques Hustin was de Belgische preselectie voor het Eurovisiesongfestival 1974, dat gehouden zou worden in de Britse stad Brighton.
Jacques Hustin werd door de RTB als Belgische songfestivalkandidaat aangeduid en het publiek kreeg de taak een geschikt liedje voor de zanger te vinden. Op 14 januari werden in een themaprogramma zes liedjes voorgesteld, waarna postcard-voting Fleur de liberté als overwinnaar aanduidde.
In Brighton veroverde ABBA Europa met Waterloo, het rustige Belgische nummer raakte niet hoger dan de tiende rang op zeventien kandidaten.

## Uitslag
| Plaats | Artiest        | Lied                         |
| ------ | -------------- | ---------------------------- |
| 1      | Jacques Hustin | Fleur de liberté             |
| 2      | Jacques Hustin | On dit de toi, on dit de moi |
| 2      | Jacques Hustin | Etranger, baladin, voyageur  |
| 2      | Jacques Hustin | Sur les chemins du monde     |
| 2      | Jacques Hustin | Chanson pour un grain de riz |
| 2      | Jacques Hustin | La foulard gris              |

1956 · 1957 · 1958 · 1959 · 1960 · 1961 · 1962 · 1963 · 1964 · 1965 · 1966 · 1967 · 1968 · 1969 · 1970 · 1971 · 1972 · 1973 · 1974· 1975 · 1976 · 1977 · 1978 · 1979 · 1980 · 1981 · 1982 · 1983 · 1984 · 1985 · 1986 · 1987 · 1988 · 1989 · 1990 · 1991 · 1992 · 1993 · 1994 · 1995 · 1996 · 1997 · 1998 · 1999 · 2000 · 2001 · 2002 · 2003 · 2004 · 2005 · 2006 · 2007 · 2008 · 2009 · 2010 · 2011 · 2012 · 2013 · 2014 · 2015 · 2016 · 2017 · 2018 · 2019 · 2020 · 2021 · 2022 · 2023 · 2024 · 2025